# Margaret Nasha
Margaret Nnananyana Nasha, née le 6 août 1947 au Kanye (protectorat du Bechuanaland), est une femme politique botswanaise. Membre du Parti démocratique du Botswana (BDP) puis du Mouvement démocratique du Botswana (BMD), elle est présidente de l'Assemblée nationale entre 2009 et 2014,,,,.

## Biographie
Elle est ministre du Gouvernement local, des Territoires et du Logement dans les années 1990.